# Concattedrale di Santa Maria Assunta (Venafro)
Il duomo di Venafro, dedicato alla Beata Vergine Maria Assunta in Cielo, è concattedrale della diocesi di Isernia-Venafro dal 1986 quando l'antica Diocesi di Venafro venne unita aeque principaliter con la Diocesi di Isernia. Popolarmente è chiamata Cattedrale o Vescovado ed è immersa nel verde ai piedi del parco Oraziano.

## Storia e descrizione

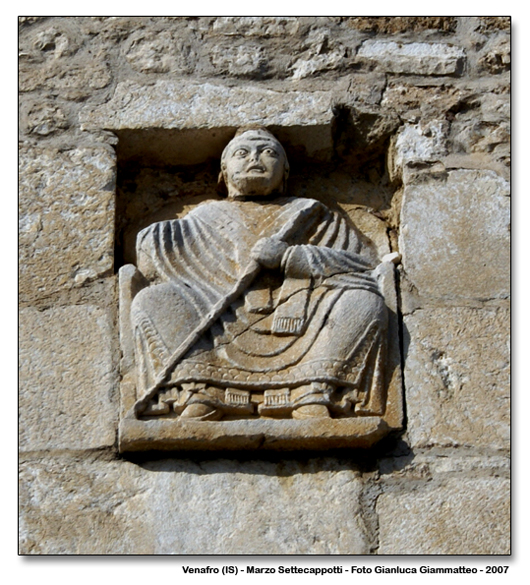
Bassorilievo di Pietro da Ravenna

Esso rappresenta il massimo tempio della città ed è anche una tra le chiese più grandi della regione. Risalente alla fine del V secolo, la chiesa fu costruita sotto il vescovo Costantino sul luogo di un precedente tempio pagano ed utilizzando materiali prelevati da altri monumenti di epoche precedenti (elementi romani e decorazioni cristiane, come il bassorilievo del vescovo Pietro di Ravenna: un rilievo che, per il suo aspetto inconsueto, viene chiamato dagli abitanti “Marzo Settecappotti”). L'antico edificio subì spoliazioni e rovine e cadde totalmente in rovina.

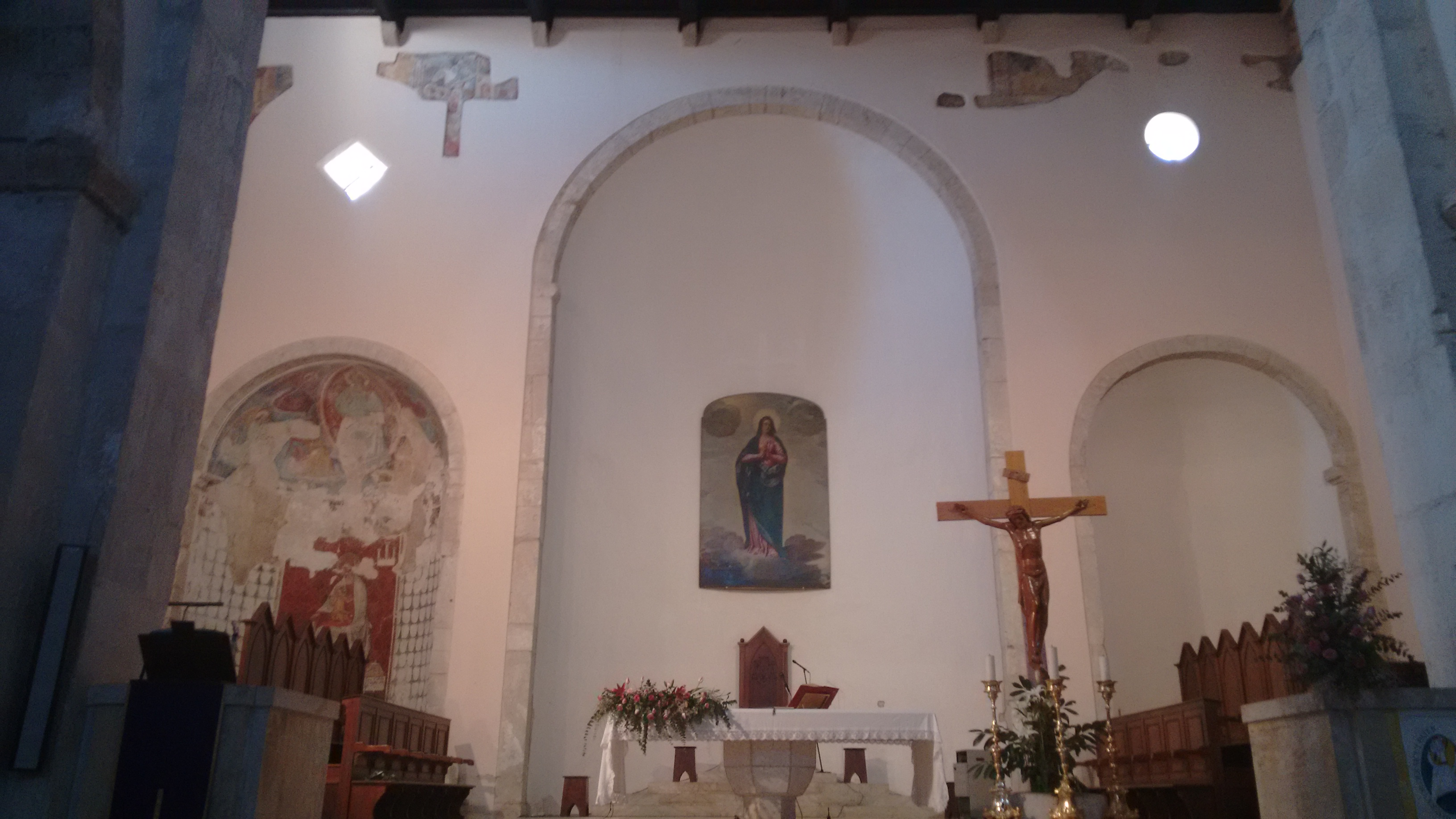
Presbiterio della Concattedrale

Fu ricostruito nella seconda metà dell'XI secolo dal vescovo Pietro di Ravenna. Anche questo edificio ebbe una vita tumultuosa: fu spogliato di ogni bene dalle truppe di Federico II, fu danneggiato terremoti nel 1349 e nel 1456, venne incendiato su ordine dell'imperatore Ludovico e dovette dare ospitalità alle truppe di Carlo VIII nel 1495. Questo obbligò a continue modifiche, aggiustamenti e ricostruzioni. Sul finire del 1600 fu costruito il cosiddetto cappellone, una cappella destinata all'amministrazione dei Sacramenti, rimaneggiato poi nel corso dell'Ottocento. 

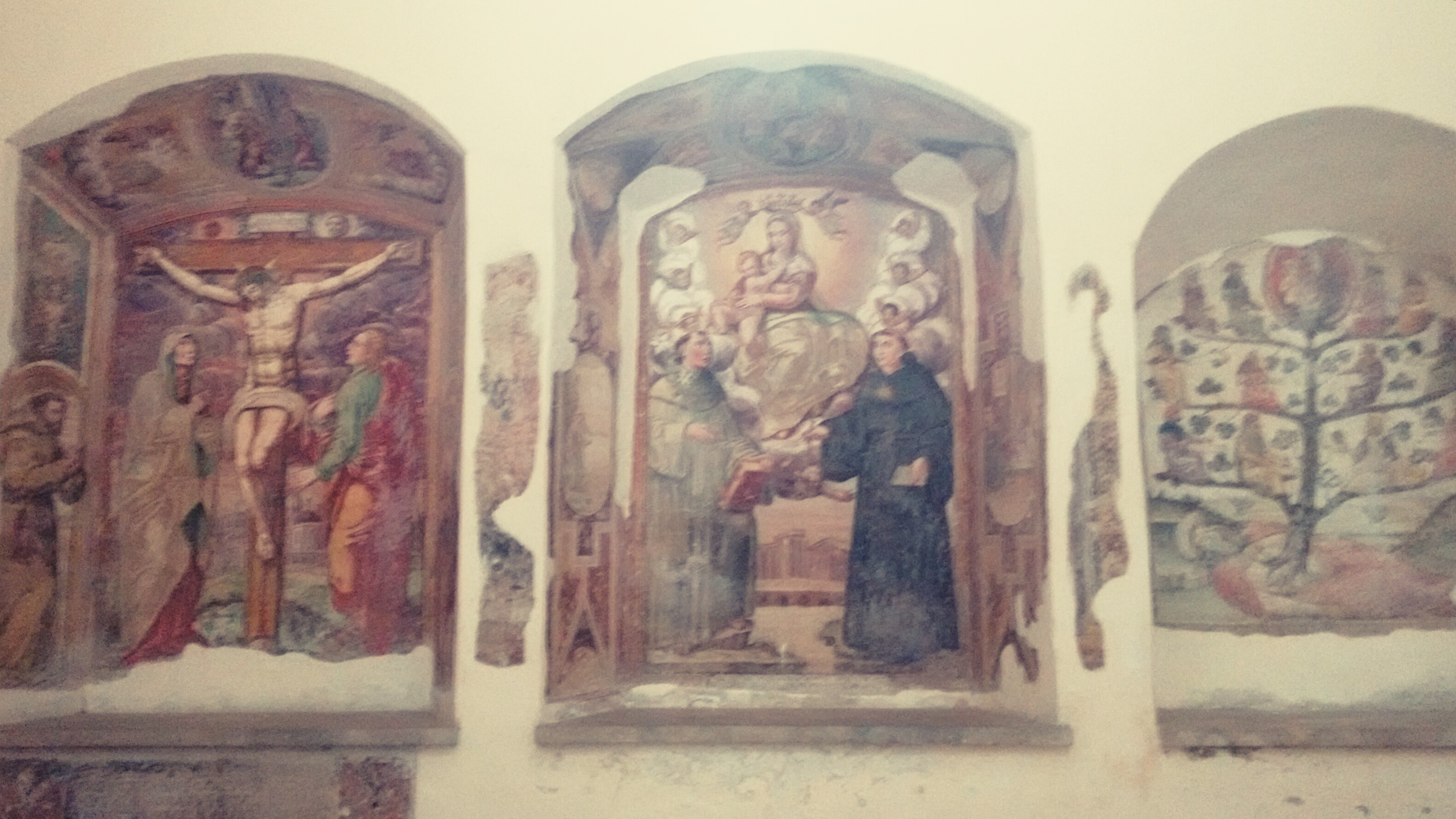
Affreschi nella Concattedrale, ritrovati nel 1935 dal canonico teologo don Nicolino Passarelli

Tra la fine del Seicento e per tutto il Settecento la chiesa fu abbellita in stile barocco: a seguito di queste aggiunte sostanziali, la chiesa fu riconsacrata il 21 ottobre 1764 dal vescovo Francesco Saverio Stabile. Nel febbraio del 1935 il canonico teologo don Nicolino Passarelli, dopo aver fatto rimuovere un confessionale perché fosse restaurato, scoprì delle tracce di colore sotto lo spesso strato di stucco bianco nella navata sinistra della cattedrale. In seguito a un'analisi più dettagliata, rinvenne tre affreschi decoranti le rispettive cappelle.
L'attuale aspetto invece è dovuto ai lavori di restauro risalenti agli anni '60-'70 del secolo scorso che hanno privato la concattedrale delle antiche forme barocche, riportando il luogo sacro all'aspetto gotico-medievale precedente.

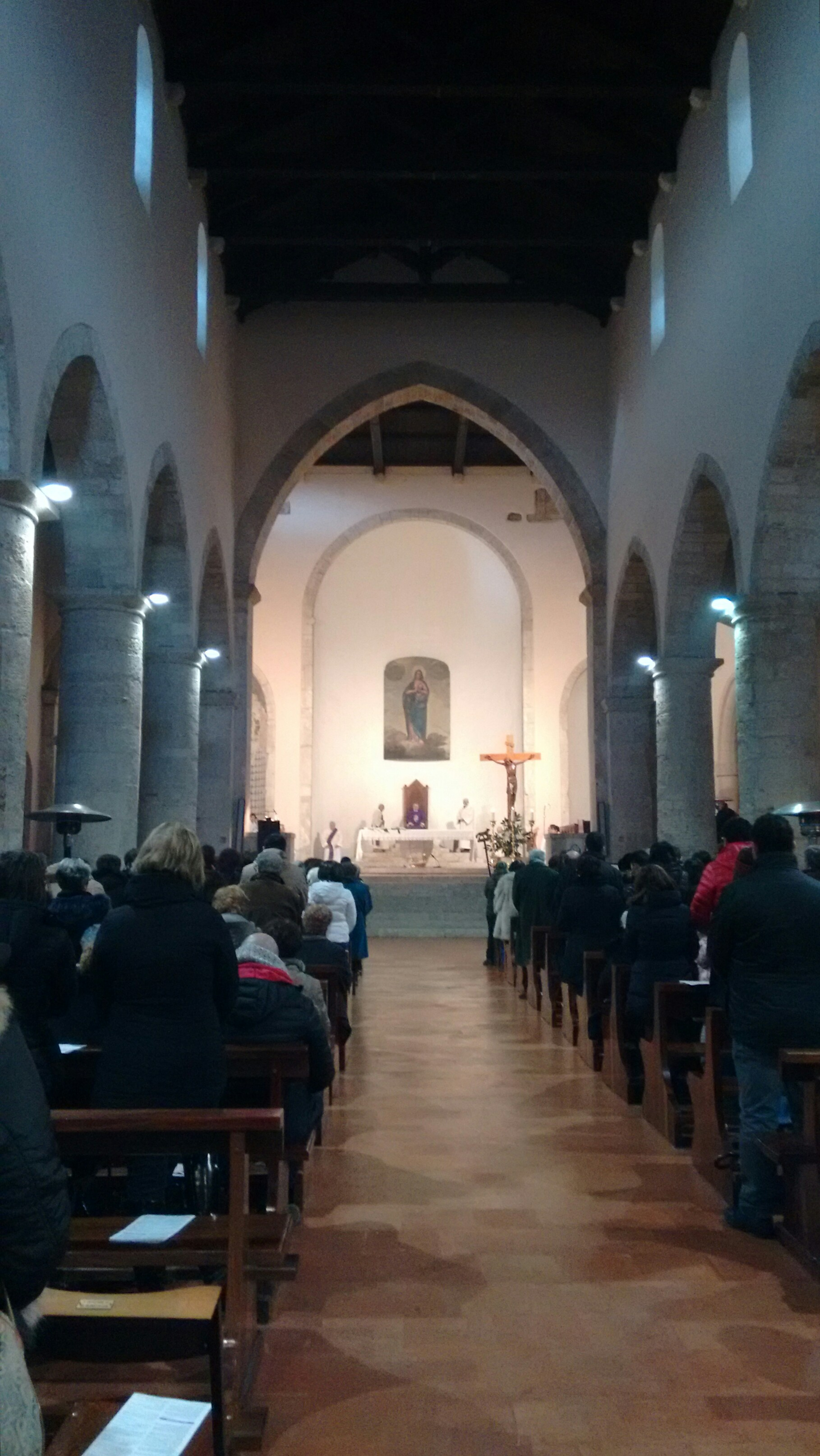
Interno della Concattedrale

L'interno è a tre navate decorate da opere pittoriche del XIV secolo. La chiesa è dotata di 5 portali, il portale alla destra di quello principale è porta santa almeno dal 1508. Nella navata destra è possibile accedere alle 4 cappelle laterali; nella navata sinistra invece è possibile accedere alla cappella del SS. Sacramento detta comunemente "Cappellone", per via delle dimensioni più grandi, nella quale si conservano i Sacramenti.